# Allerzielen (film)
Allerzielen is een Nederlandse film uit 2005, en is een compilatie van zestien korte films. Deze werden gemaakt naar aanleiding van de dood van cineast Theo van Gogh en de dreiging van terreur in Nederland.
De film werd vertoond op het filmfestival van Toronto. Hij werd op 20 april 2005 op Nederland 3 uitgezonden.

## Segmenten
Alle schrijvers, regisseurs, producenten en acteurs werkten belangeloos mee aan dit project. De zestien filmsegmenten zijn:
| Titel segment         | Regisseur           |
| --------------------- | ------------------- |
| "Storm"               | Rita Horst          |
| "Genade"              | Nicole van Kilsdonk |
| "Dylan"               | Marco van Geffen    |
| "Van 12 hoog"         | Gerrard Verghage    |
| "72 maagden"          | Michiel Jaarsveld   |
| "Groeten uit Holland" | Hanro Smitsman      |
| "02/11"               | Mijke de Jong       |
| "Uitzicht op bloemen" | Maarten Treurniet   |
| "Restaurant"          | Eddy Terstall       |
| "Weltrusten Wilders"  | Peter de Baan       |
| "Betsy"               | Tim Oliehoek        |
| "Goodbye"             | Meral Uslu          |
| "Stabat mater"        | Rob Schröder        |
| "Vincent Destombes"   | Constant Dullaart   |
| "Stofwolk"            | David Lammers       |
| "Nachtwacht"          | Norbert ter Hall    |